# Klorofyll f

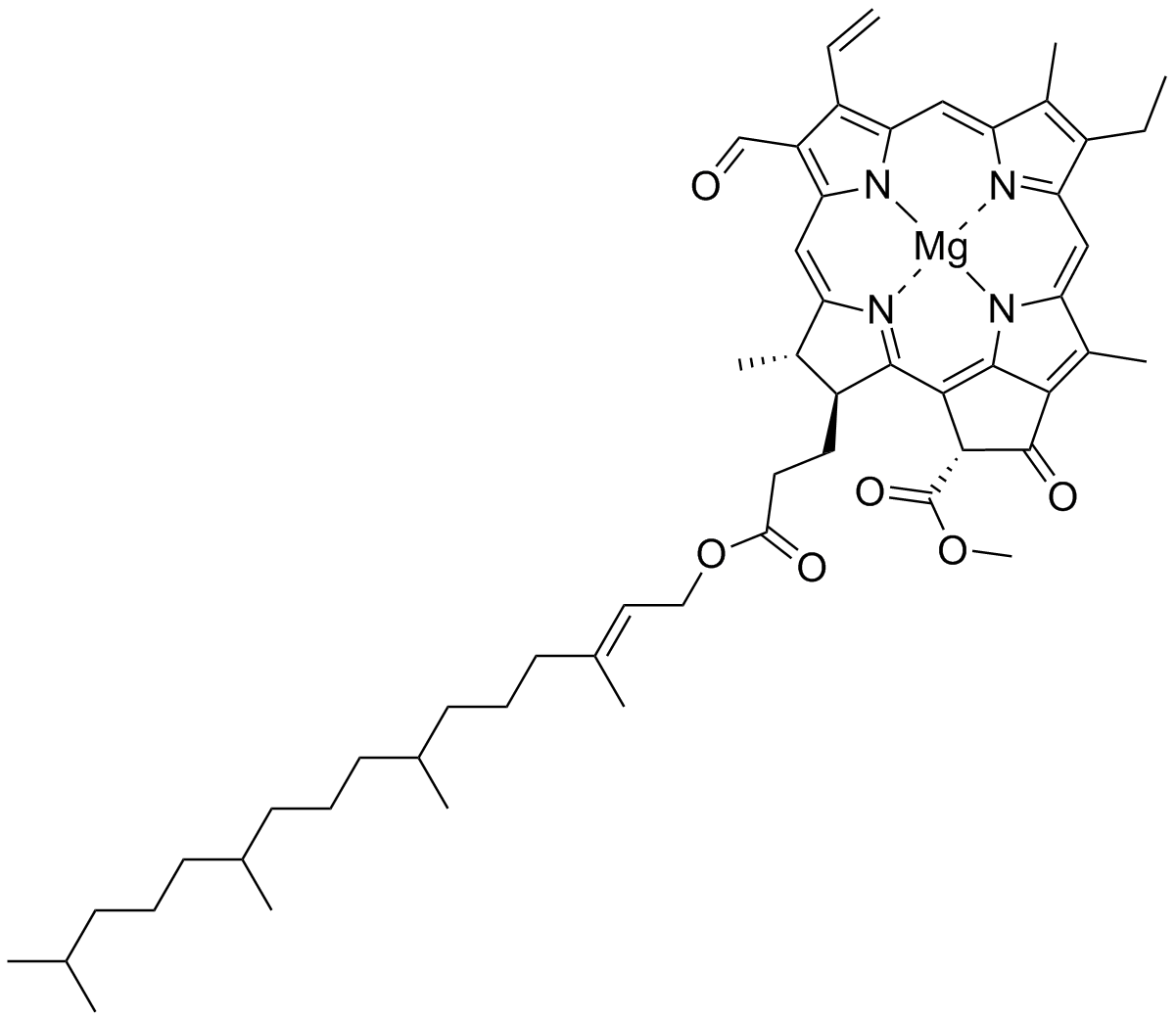
Strukturformel för klorofyll f.

Klorofyll f är en form av klorofyll som absorberar längre mot rött infrarött än övriga klorofyller. Det hittades i stromatoliter i Shark Bay i Västaustralien. Fyndet gjordes av forskare från University of Sydney ledda av Min Chen 2010 och var det första fyndet av en ny typ av klorofyll på 60 år.
Spektroskopiska, masspektrometriska, täthetsfunktionalteoretiska och NMR-studier har bekräftat att dess struktur motsvarar 2-formyl-klorofyll a, C55H70O6N4Mg.